# Cranopsis decorata
Cranopsis decorata is een slakkensoort uit de familie van de Fissurellidae. De wetenschappelijke naam van de soort is voor het eerst geldig gepubliceerd in 1968 door Cowan & James Hamilton McLean.